# Irena Lasiecka
Irena Lasiecka (4 de fevereiro de 1948) é uma matemática polonesa-estadunidense, Distinguished University Professor de matemática e catedrática do Departamento de matemática da Universidade de Memphis. É também co-editor-in-chief de dois periódicos acadêmicos, Applied Mathematics & Optimization e Evolution Equations & Control Theory.
Lasiecka obteve um doutorado em 1975 na Universidade de Varsóvia, orientada por Andrzej Wierzbicki. Em 2014 foi eleita fellow da American Mathematical Society "for contributions to control theory of partial differential equations, mentorship, and service to professional societies."
Suas áreas específicas de estudo são equações diferenciais parciais e teoria de controle relacionada, equações diferenciais parciais não lineares, teoria da otimização e cálculo variacional.

## Vida pregressa e formação
Irena nasceu e foi criada na Polônia, onde recebeu sua formação inicial em matemática. Estudou matemática por muitos anos na Universidade de Varsóvia, onde obteve um mestrado em matemática aplicada em 1972. Alguns anos depois obteve um doutorado pela mesma universidade no mesmo campo de estudo.

## Ensino
Seu primeiro cargo como professora foi na Academia de Ciências da Polônia em 1975, seguindo mais tarde para os Estados Unidos, lecionando na Universidade da Califórnia em Los Angeles. Tem lecionado nos Estados Unidos desde então. A seguir está um quadro que lista as instituições das quais Lasiecka foi membro do corpo docente.
| Universidade                          | Local                     | Anos         | Área                                            | Status |
| Academia de Ciências da Polônia       | Varsóvia, Polônia         | 1975-1980    | Control Theory Institute                        | Assistant Professor |
| University of California, Los Angeles | Los Angeles, CA           | 1977-1980    | Systems Science Institute                       | Postdoctoral Fellow 1977–1979; Visiting Assistant Professor, 1979-1980                                                                                       |
| University of Florida                 | Gainesville, Florida      | 1980-1987    | Mathematics Department                          | Assistant Professor, 1980–1981; Associate Professor, 1981–1984; Professor, 1984-1987                                                                         |
| University of Virginia                | Charlottesville, Virginia | 1987-2011    | Applied Mathematics and Mathematics departments | Department of Applied Mathematics, Professor, 1987–1998; Department of Mathematics, Professor 1998–2011; Commonwealth Professor of Mathematics, 2011–present |
| University of Memphis                 | Memphis, Tennessee        | 2013–present | Mathematics Department, chair                   | University distinguished professor |

## Áreas de estudo em matemática aplicada

### Otimização
Otimização é a técnica matemática de encontrar os valores máximos ou mínimos para uma função específica. Com muitos usos no mundo real, é uma prática comum para pessoas de muitas profissões diferentes. Economistas e empresários usam a técnica para maximizar o lucro e minimizar os custos, um construtor pode usar a mesma para minimizar a quantidade de materiais para um dado metro quadrado de área e um fazendeiro pode usá-la para maximizar a produção da safra. Maximizações comuns são áreas, volumes e lucros, e minimizações comuns são distâncias, tempos e custos.
Exemplo de otimização: um proprietário tem 1.600 metros de cerca e deseja cercar um quintal retangular que margeia o lado de uma casa. Assim, não há cerca na fronteira do quintal com a casa. Qual a dimensão do lado da casa que possui a maior área?
Neste problema devemos encontrar o comprimento e a largura da cerca que produziria a maior área. Portanto, se {\displaystyle y} representa o comprimento e {\displaystyle x} representa a largura, então {\displaystyle A=xy}. No entanto, como temos apenas duas larguras, nossa equação deve ser
É muito mais fácil resolver esta equação se for em termos de uma variável, portanto, podemos expressar {\displaystyle y} em termos de {\displaystyle x}. Assim, {\displaystyle y=-2x+1600}. Podemos agora substituir esta equação em {\displaystyle A=xy}, resultando
ou
Pelo Princípio dos Máximos e Mínimos, devemos igualar a derivada desta última expressão a zero
Obtemos assim o valor crítico {\displaystyle x=400}.
Assim {\displaystyle x=400} m de cerca e {\displaystyle y=800} m de cerca, resultando a área máxima de {\displaystyle 320000} m{\displaystyle ^{2}}.
Lasiecka usou essa mesma estratégia para otimizar sistemas diferenciais, que é uma equação que relaciona uma função a suas derivadas. Ela escreveu extensivamente sobre este tópico em seu trabalho colaborativo Optimization Methods in Partial Differential Equations.

### Teoria de controle
A teoria de controle é uma das principais áreas de estudo de Irena Lasiecka. Ela começa seu livro, Mathematical Control Theory of Coupled PDEs com uma descrição do que é a teoria do controle. Ela declara: "O ponto de vista clássico adotado no estudo de equações diferenciais consistia na análise (passiva) das propriedades de evolução exibidas por uma equação específica, ou uma classe de equações, em resposta a dados valores. A teoria de controle, no entanto, injeta um modo ativo de síntese no estudo de equações diferenciais: procura influenciar sua evolução dinâmica selecionando e sintetizando dados adequados (funções de entrada ou funções de controle) no domínio de uma classe pré-designada, para alcançar um desejado resultado ou desempenho predeterminado."

## Livros
1. Differential and Algebraic Riccati Equations with Applications to Boundary/Point Control Problems: Continuous Theory and Approximation Theory (with R. Triggiani), Springer Verlag, Lecture Notes 164, 1991, 160p.
2. Research monograph, Deterministic Control Theory for Infinite Dimensional Systems, vols. I and II (with R. Triggiani) Encyclopedia of Mathematics, Cambridge University Press, 1999.
3. Research monograph, Stabilization and Controllability of Nonlinear Control Systems Governed by Partial Differential Equations (with R. Triggiani) in preparation under a contract from Kluwer Academic Publishers.
4. NSF-CMBS Lecture Notes: Mathematical Control Theory of Coupled PDE's, SIAM, 2002.
5. Functional Analytic Methods for Evolution Equations (co-authored with G. Da Prato, A. Lunardi, L. Weis, R. Schnaubelt), Springer Verlag Lecture Notes in Mathematics, 2004.
6. Tangential Boundary Stabilization of Navier-Stokes Equations (with V. Barbu and R. Triggiani), Memoirs of AMS, vol. 181, 2005.
7. Long-Time Behavior of Second-Order Equations with Nonlinear Damping (with I. Chueshov),  Memoirs of AMS, Vol. 195, 2008.
8. Von Karman Evolutions (with I. Chueshov), Monograph Series, Springer Verlag, 2010.
9. SISSA Lecture Notes: Well-Posedness and Long-Time Behavior of Second-Order Evolutions with Critical Exponents, AMS Publishing, to appear.